# Albaydé
Albaydé est un tableau réalisé par le peintre français Alexandre Cabanel en 1848 à Rome, en Italie. 
Cette huile sur toile est le portrait d'une jeune femme en blouse décolletée devant une végétation dense. Il s'agit d'une représentation d'Albaydé, un personnage des Orientales de Victor Hugo dont la mort à quinze ans est évoquée dans le poème Les Tronçons du serpent. Orientaliste, elle figure l'adolescente à la manière d'une odalisque étendue sur le divan d'un harem, un liseron en fleurs à la main. 
Don d'Alfred Bruyas en 1868, l'œuvre est conservée au musée Fabre de Montpellier.